# 大足のベルト
大足のベルト（おおあしのベルト、Berthe aux Grands Pieds）は、シャルルマーニュ誕生の逸話を描いたアドネ・ル・ロワ作、13世紀後半の武勲詩。元となった叙事詩が別に存在するとされるが、現存していない。
作者は定かではありませんが、この詩はフランスのミンストレル、アデネ・ル・ロイによって作曲されたようである。

## あらすじ
ハンガリー王の娘ベルトは生まれつき大きな足を持っていた。彼女は大切に育てられると、やがてピピン三世と結婚の運びとなった。しかし結婚初夜、邪な老家庭教師が一計を案じ、自分の娘をベルトと入れ替えてしまう。こうして偽のベルトが王と結ばれる一方、本物のベルトは殺人者の濡れ衣を着せられ、城を追われる運命となった。彼女は森の奥深くで王の牛飼いに匿われ、四年もの間、彼の小屋で身を潜めて暮らしたのであった。
偽ベルトは、王との間に二人の息子を儲けていた。しかし偽ベルトの素行の悪さは日々酷さを増し、それを不審に思ったベルトの実の母親がある日、偽ベルトを探るため城を訪れる。そしてとうとう、偽ベルトの足が大きくないことを見抜いた母親により、詭計の全てが明るみにされたのであった。
家庭教師は火刑に処された。王ピピンは真の王妃を探しに森へと入り、ついに牛飼いに保護されていたベルトを見つける。二人はお互いの身分を明かすと、その夜、その場にあった荷車〈シャリオ〉の上で結ばれたのであった。明くる日二人はパリへと戻り、王は正当なる王妃の帰還を宣言した。そしてこの時なされた子供には、荷車〈シャリオ〉からとってシャルルという名が付けられたのだった。